# Dumlichův důl
Dumlichův důl je údolí v Krkonoších.
Důl se nalézá ve východním úbočí Žalého asi 3,5 kilometru severně od centra Vrchlabí. Z hlediska geomorfologického členění se řadí do celku Krkonoše, podcelku Krkonošské rozsochy a okrsku Žalský hřbet. Orientován je přibližně západo-východním směrem, přičemž dolní zakončení se nachází v prostoru vrchlabské místní části Dolní Herlíkovice v blízkosti dolní stanice lanové dráhy Herlíkovice - Žalý.
Osu dolu tvoří tok Šindelové strouhy (německy Dumlichgraben), který zároveň tvoří hranici Krkonošského národního parku a jeho ochranného pásma. Až na prostor v dolním zakončení je důl souvisle zalesněn, a to převážně smrkovou hospodářskou monokulturou. Dno směrem k východu velmi prudce klesá. Jedinou komunikací po něm vedoucí je z plochých kamenů skládaný chodník sledovaný žlutě značenou turistickou trasou 7262 Benecko - Hořejší Herlíkovice.

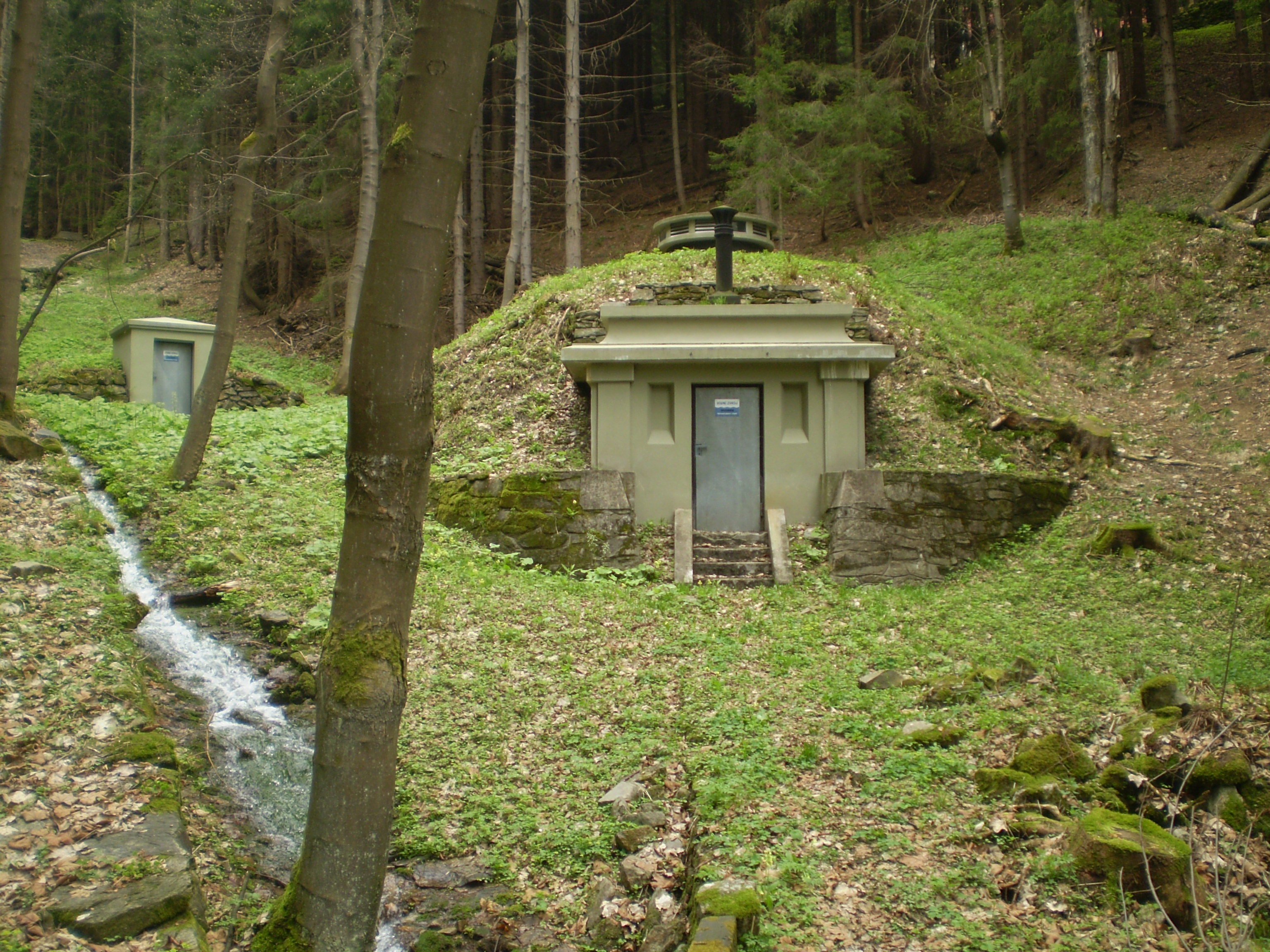
Vodní zámek v Dumlichově dole

V roce 1889 byl z Dumlichova dolu do Vrchlabí zřízen 5,1 km dlouhý gravitační vodovod. Voda z pramenů o celkové vydatnosti 54 000 l/h je svedena do budovy vodního zámku a odtud do úpravny v Dolních Herlíkovicích. Cestou slouží k výrobě elektrické energie, když roztáčí Peltonovu turbínu o výkonu 15 kW. Přebytečná voda je odváděna Šindelovou strouhou, která se v dolním zakončení dolu zprava vlévá do Labe. Vodárenské stavby jsou jedinými budovami, které se v centrální části dolu nacházejí.